# 卡拉库埃尔德卡拉特拉瓦
卡拉库埃尔德卡拉特拉瓦，是西班牙卡斯蒂利亚-拉曼恰雷阿尔城省的一个市镇。 总面积10平方公里，总人口172人（2001年），人口密度17人/平方公里。